# Galeot
Galeot, Galeotto o Galehaut és un cavaller de ficció de la llegenda artúrica.

## Història

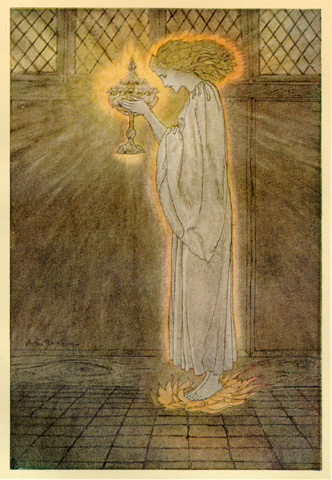
Imatge del Sant Greal amb el seu portador: il·lustració d'Arthur Rackham, 1917

Galeot, Senyor de les Illes Llunyanes, apareix per primera vegada a la literatura artúrica en la prosa francesa d'autor anònim de començaments del segle XIII, a Lancelot el Just, l'obra central de la sèrie de novel·les de cavalleries anomenades col·lectivament Lancelot i el Greal, Prosa Lancelot o Cicle de la Vulgata artúrica. Un home eminent i ambiciós, Galeot, emergeix de la foscor per desafiar el rei Artús per la possessió del seu regne. Encara que desconegut per Artús i la seva cort, Galeot ja ha adquirit un poder considerable, fidels seguidors, i una reputació de noblesa de caràcter. En els enfrontaments militars subsegüents, és evident que les forces de Galeot són més que capaces de derrotar les d'Artús.
Una sola cosa impedeix que el rival tingui èxit: Galeot queda tan impressionat per l'actuació de Lancelot, el més ardent defensor del Rei en el camp de batalla, que a causa d'això renuncia a una victòria certa i es lliura a Artús. Lancelot accepta de gust ser company de Galeot. El que segueix és una història d'amistat (interpretat per alguns com una expressió d'homosexualitat, per exemple en Bradley) i d'autonegació, en la qual Galeot és presentat com un personatge important, de fet, com a personatge central però es converteix en la persona condemnada de la crònica. Tot ho fara per Lancelot; així, de la mateixa manera que s'ha lliurat al rei Artur per la seva causa, facilitarà a Lancelot el camí fins a la reina Ginebra, esposa d'Artús. Galeot lliura el jove a la reina en una escena especialment memorable. Lancelot tindrà per sempre un profund afecte cap a Galeot.

## Personatge
De tots els personatges de la història, Galeot és l'únic del qual el text explora la vida interior en detall i en profunditat, l'únic personatge la trajectòria del qual és la d'un heroi tràgic clàssic. Si una gran part de la Prosa Lancelot s'ha conegut durant molt de temps com el "Llibre de Galeot" és perquè la història està definida més clarament per l'actuació i l'evolució de Galeot que per la de qualsevol altre personatge.

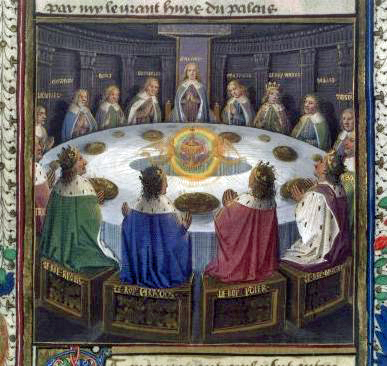
Cavallers de la Taula Rodona. Greal (segle XV)
Els cavallers del Rei Artús, reunits al voltant de la Taula Rodona per celebrar la Pentecosta, tenen una visió del Sant Greal. El Greal apareix com un copó velat, fet d'or i decorat amb joies, portat per dos àngels
Del folio 610v en BNF Fr 116, ordenat per Jacques d'Armagnac.

Galeot dona profunditat i complexitat a l'obra confrontant-se amb el significat i l'expressió de l'amor, amb les seves obligacions i les conseqüències. Molt temps després de la seva mort, provocada pel desig, Galeot és recordat per tots com un exemple de grandesa. Lancelot, al final de la seva vida, serà enterrat al costat de Galeot a la magnífica tomba que el jove havia construït per consagrar i eternitzar la seva fraternitat.
Des de principis del segle xiii, s'han produït nombroses recopilacions, en diversos idiomes, de la vida, amors i aventures cavalleresques de Lancelot.
La història de la seva relació adúltera amb la reina Ginebra sempre ha estat part de cada conte important sobre el rei Artús. No obstant la segona història, que és també una història d'amor encara que intercalada, la narrada en la Prosa Lancelot, en què Galeot sacrifica el seu poder, la seva felicitat, i en última instància la seva vida en benefici de l'home més jove, ha estat oblidada totalment. El mateix personatge reapareix en una sèrie de contes del rei Artús, en diversos idiomes, però sense el mateix significat.

## Llegat
Lancelot és el llibre que Paolo i Francesca havien estat llegint quan s'abandonen a l'amor, com es refereix en el Cant Cinquè de l'Infern de Dante,
"Moltes voltes, la història que llegíem
ens feia alçar els ulls i empal·lidir;
i arribarem al punt que ens va fer caure:
quan vam llegir que els llavis desitjats
eren besats per un amant tan alt, 
aquest, que no s'allunye mai de mi!
em va besar la boca, tremolant.
Galeot fou el llibre i qui el va escriure.
I aquell dia, no vam llegir ja més"
Dante esmenta de passada Galeot com a intermediari entre Lancelot i la Reina Ginebra; i Boccaccio, mogut per la gran generositat del personatge, usa el seu nom com a subtítol del seu Decameró ("Il Principe Galeotto").
En recreacions posteriors del mite artúric Galeot va ser marginat ràpidament i fins i tot eclipsat. En anglès, el recull més gran és l'obra de Thomas Malory, Le Morte d'Arthur del segle xv, en ella, es redueix la figura de Galeot a la d'un personatge sense importància, deixant Ginebra sense intermediari per l'amor de Lancelot. Les novel·les, obres de teatre, poemes i pel·lícules posteriors han acceptat la simplificació de la història.

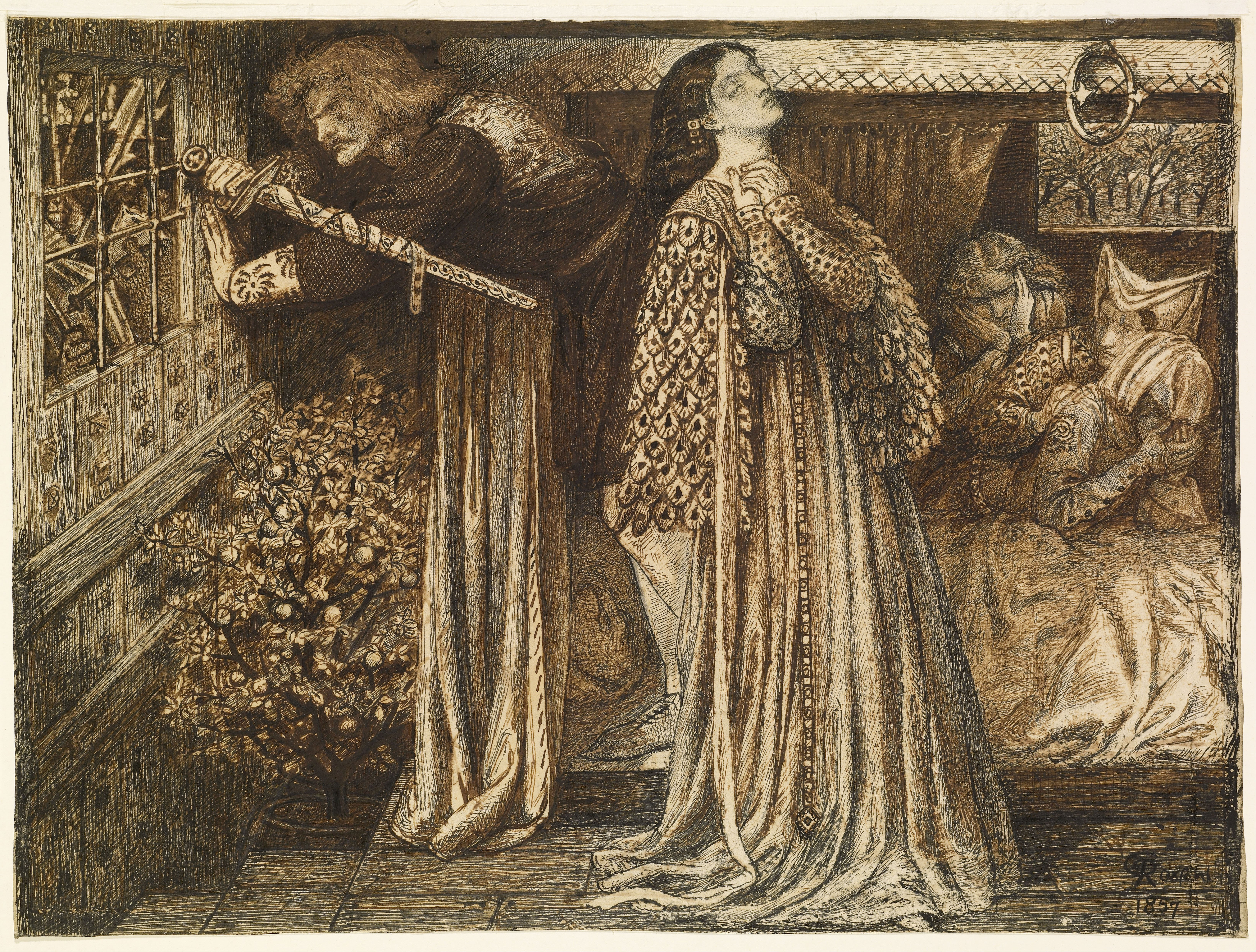
Dante Gabriel Rossetti - Lancelot a la cambra de la Reina Ginebra.

De fet, tan fosca es va tornar la figura de Galeot que els lectors moderns de vegades confonen el nom com si fos una mera variant de Galahad. Galahad és el cavaller "pur", l'"elegit" que acompleix la gesta del Sant Greal en una part de la llegenda Artúrica molt diferent de la història en la qual apareix Galeot. No hi ha connexió entre les dues figures.
En castellà, Galeoto segueix sent una paraula arcaica per a proxeneta.